# Shelburne Museum
Le Shelburne Museum est un musée d'art, situé à Shelburne, dans le Vermont, aux États-Unis. Fondé en 1947 par la collectionneuse d'œuvres d'art Electra Havemeyer Webb, il regroupe des objets relevant de l'Americana, des arts décoratifs et du folk art, ainsi que des œuvres d'impressionnistes français et de peintres américains, exposés dans des bâtiments historiques américains des XVIIIe et XIXe siècles.

## Histoire

### Origine de la collection

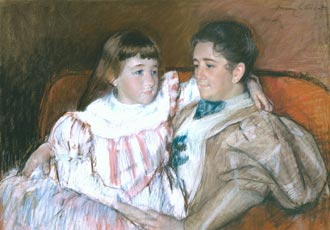
Mary Cassatt, Louisine Havemeyer et sa fille Electra, 1895, pastel sur papier conservé au Shelburne Museum.

En 1907, Electra Havemeyer Webb, fille des collectionneurs d'œuvres d'art Henry Osborne Havemeyer et Louisine Havemeyer, profite de l'héritage de son père pour constituer sa propre collection. Elle la poursuit après son mariage avec James Watson Webb (en) trois années plus tard, réunissant dans leur maison de nombreuses antiquités américaines.

### Création du musée
En 1947, le couple s'installe dans le Vermont, et Electra Havemeyer Webb se lance dans la création d'un musée afin de présenter sa collection au public. Elle achète un terrain de 45 acres se situe au bord du lac Champlain, près du centre de la ville de Shelburne, où se situe une maison d'habitation en briques rouges, surnommée la Weed House.
Le couple fait également l'acquisition de plusieurs bâtiments anciens de Nouvelle Angleterre, déplacés sur leur terrain, et fait construire des répliques, afin d'abriter les collections. Certains bâtiments sont aménagés pour évoquer une période ou une thématique, tandis que d'autres font office de salles d'exposition générales.
À la mort de Electra Havemeyer Webb et de James Watson Webb, en 1960, leur fils James Watson Webb Jr. prend la tête du musée.

### Difficultés financières et ventes d'œuvres
En 1994, le Shelburne Museum enregistre un déficit de 300 000 $. En novembre 1996, cinq œuvres sont vendues aux enchères par Sotheby's, pour un total de 31,2 millions de $.
Cette vente est débattue au sein de la direction du musée, et James Watson Webb Jr. démissionne de son poste en janvier 1996 pour s'opposer à cette décision. Il invoque notamment le fait que la vente d'œuvres d'art ne peut être motivée qu'afin d'en acquérir de nouvelles, d'après la charte de déontologie de l'American Association of Museums ; cette association et l'Association of Art Museum Directors (en) désapprouvent elles aussi cette vente. Le musée se défend dans un communiqué et indique que « la vente assure la stabilité de l'entretien des collections, rend possible de nouvelles acquisitions et permet d'exposer les plus grandes œuvres impressionnistes des collections de Shelburne »,.

## Collections

### Arts décoratifs etfolk art
Une grande partie de la collection du Shelburne Museum est constituée d'objets utilitaires, témoignant de la vie aux États-Unis aux XVIIIe et XIXe siècles, aussi bien au sein des foyers que sur les lieux de travail.
Electra Havemeyer Webb échange avec d'autres collectionneurs, comme Henry Francis du Pont (en) ou Maxim Karolik (en). Elle acquiert également les collections d'autres personnes, comme celle d'outils de menuiserie de Frank Wildung.

### Œuvres européennes et orientales

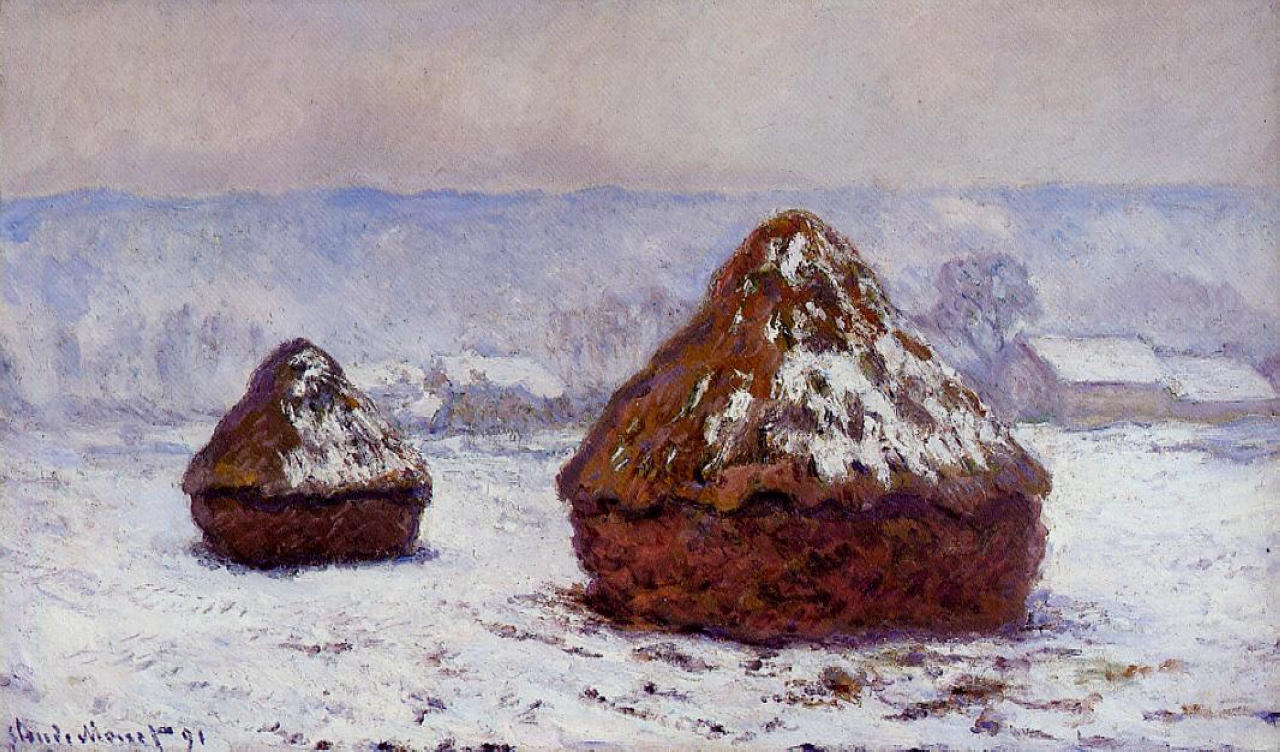
Claude Monet, Meules, effet de neige, entre 1890 et 1891, huile sur toile conservée au Shelburne Museum.

Le musée accueille la collection d'œuvres constituée par les parents d'Electra Havemeyer Webb, originellement exposée dans sa demeure de New York, au sein du Electra Havemeyer Webb Memorial Building. Elle comprend des œuvres de Rembrandt, Degas, Monet et Manet, ainsi que des œuvres orientales.